# Сабица
Сабицата (Pelecus cultratus) е вид лъчеперка от семейство Шаранови (Cyprinidae), единствен представител на род Pelecus.

## Разпространение и местообитание
Разпространен е в Австрия, Азербайджан, Афганистан, Беларус, България, Германия, Естония, Иран, Казахстан, Латвия, Литва, Молдова, Полша, Румъния, Русия, Словакия, Сърбия, Туркменистан, Узбекистан, Украйна, Унгария, Финландия и Хърватия.